# Santuario nacional Pampa Hermosa
El santuario nacional Pampa Hermosa (SNPH) es un área natural protegida del centro del Perú.
El santuario de Pampa Hermosa, junto al Bosque de Protección Pui Pui, es parte de la Reserva de Biósfera Bosques de Neblina-Selva Central.y constituye un auténtico paraíso en la selva central del Perú. Se trata de un corredor biológico ubicado en la región Junín que es hábitat del único bosque de cedros de altura que existe en Perú y alberga a una singular diversidad de fauna y flora endémicas.
Sus territorios también protegen las cabeceras de cuenca de los ríos Cascas y Ulcumayo, importantes tributarios del río Oxabamba. Esto garantiza la estabilidad de los suelos y el aprovisionamiento, en cantidad suficiente, de agua de calidad a las poblaciones aledañas que permita el desarrollo de un manejo integrado y sostenible de los recursos naturales. 

## Geografía
El objetivo principal es la conservación de los bosques montanos tropicales remanentes en la selva central. Incluye altos valores de diversidad biológica, resaltando especies endémicas o de distribución restringida y grupos taxonómicos relevantes para la ciencia.

## Ubicación
Está ubicado dentro del departamento de Junín, en el distrito de Huasahuasi, provincia de Tarma el 75% y en la Provincia de Chanchamayo el 25% restante. Su territorio cubre 11.543,74 ha.
Para acceder se debe tomar la Carretera Central - PE-22, hasta San Ramón y desde allí una trocha de 23 km hasta el área natural protegida.
También se ingresa por el distrito de Huasahuasi de la Provincia de Tarma en una caminata por senderos de cinco días, donde se aprecia una diversidad paisajística rodeada de lagunas y parajes idílicos.

## Flora y Fauna
El santuario es refugio de especies algunas especies de fauna silvestre que han desaparecido en los valles de Chanchamayo y Perené, como es el caso del tunqui o gallito de las rocas (Rupicola peruviana). Entre las aves se reporta la presencia del toropisco del Pacífico (Cephalopterus ornatus), del tucán de pico negro (Ramphastos ambiguus), de la tucaneta esmeralda (Aulacorhynchus prasinus) y del carriqui (Cyanocorax yncas). Así también, el santuario es reconocido como un área de endemismo en mariposas.
Casi la totalidad de los bosques de montaña conservados en el SNPH se encuentran no intervenidos. Esto hace posible que en su interior existan especies que en otros ámbitos son actualmente muy escasas. Este es el caso del ya mencionado cedro de altura, del nogal negro (Juglans neotropica), de la congona (Brosimum sp.), del tulpay (Clarisia sp.), del ulcumano (Podocarpus rospigliosii), del diablo fuerte (Podocarpus montanus) y de la quina o cascarilla (Ladenbergia sp.). Asimismo, el SNPH es el refugio de diversas especies de orquídeas aún no estudiadas.

## Historia
El territorio de Pampa Hermosa fue designada como Zona Reservada en el año 2005. El 26 de marzo de 2009 fue categorizado como Santuario Nacional mediante Decreto Supremo n.º 005-2009-MINAM.

## Población
Alrededor de la Pampa Hermosa se encuentra muy pocos asentamientos. Entre ellos están los anexos de Ninabamba y Nueva Italia.